# Bundesliga de 1964–65
A Primeira Divisão do Campeonato Alemão de Futebol da temporada 1964-1965, denominada oficialmente de Fußball-Bundesliga 1964-1965, foi a 2º edição da principal divisão do futebol alemão. O campeão foi o Werder Bremen que conquistou seu 1º título na história do Campeonato Alemão.

## Premiação
| 1. Fußball-Bundesliga 1964-1965   |
| Bremen                            |
| --------------------------------- |
| WERDER BREMEN Campeão (1º título) |